# Pristimantis matidiktyo
Espèce
Pristimantis matidiktyo est une espèce d'amphibiens de la famille des Craugastoridae.

## Répartition
Cette espèce est endémique de l'Est de l'Équateur. Elle se rencontre dans les provinces d'Orellana, de Pastaza, de Napo et de Morona-Santiago jusqu'à 560 m d'altitude.

## Description
Les mâles mesurent de 17,0 à 22,1 mm et la femelle 24,1 mm.

## Publication originale
- Ortega-Andrade & Valencia, 2012 : A New Species of the Pristimantis frater Group (Anura: Strabomantidae) from the Eastern Evergreen Lowland Forests Of Ecuador. Herpetologica, vol. 68, no 2, p. 244-255.